# Münzprobation
Münzprobation ist eine offizielle Untersuchung geprägter Münzen auf die vorgeschriebene Masse (bzw. das vorgeschriebene Gewicht) und den vorgeschriebenen Feingehalt.
Münzprobationen wurden im deutschen Sprachraum sowohl reichsweit als auch der Ebene der Reichskreise und auf landesherrlicher Ebene durchgeführt.
Im Heiligen römischen Reich deutscher Nation wurden Münzprobationstage abgehalten, um im Rahmen einer Münzprobation einen Überblick über den Zustand des Münzwesens zu schaffen. Zur Überwachung der Einhaltung der Augsburger Reichsmünzordnung von 1559 versammelten sich hier Vertreter der Reichsstände. Ziel war es, den in der Frühneuzeit allfälligen Münzmängeln abzuhelfen.
Der Reichstag zu Frankfurt am 1. Oktober 1591 teilte die Reichskreise in drei Münzklassen ein:
- Erste Klasse: Kur-Rheinischer Kreis, Oberrheinischer Kreis, Westfälischer Kreis
- Zweite Klasse: Niedersächsischer Kreis, Obersächsischer Kreis, gelegentlich auch der Westfälische Kreis
- Dritte Klasse: Fränkischer Kreis, Bayrischer Kreis, Schwäbischer Kreis

In diesen „correspondierenden“ Reichskreisen sollten ein- bis zweimal jährlich allgemeine Münzprobationen abgehalten werden.
Die Münzprobationen erfolgten im 18. Jahrhundert auch im Rahmen sonstiger Zusammenkünfte der Reichskreise. Das abschließender Ergebnis eines Münzprobationstages heißt Münzprobationsabschied oder Münzprobationsrezess.